# Hooggerechtshof

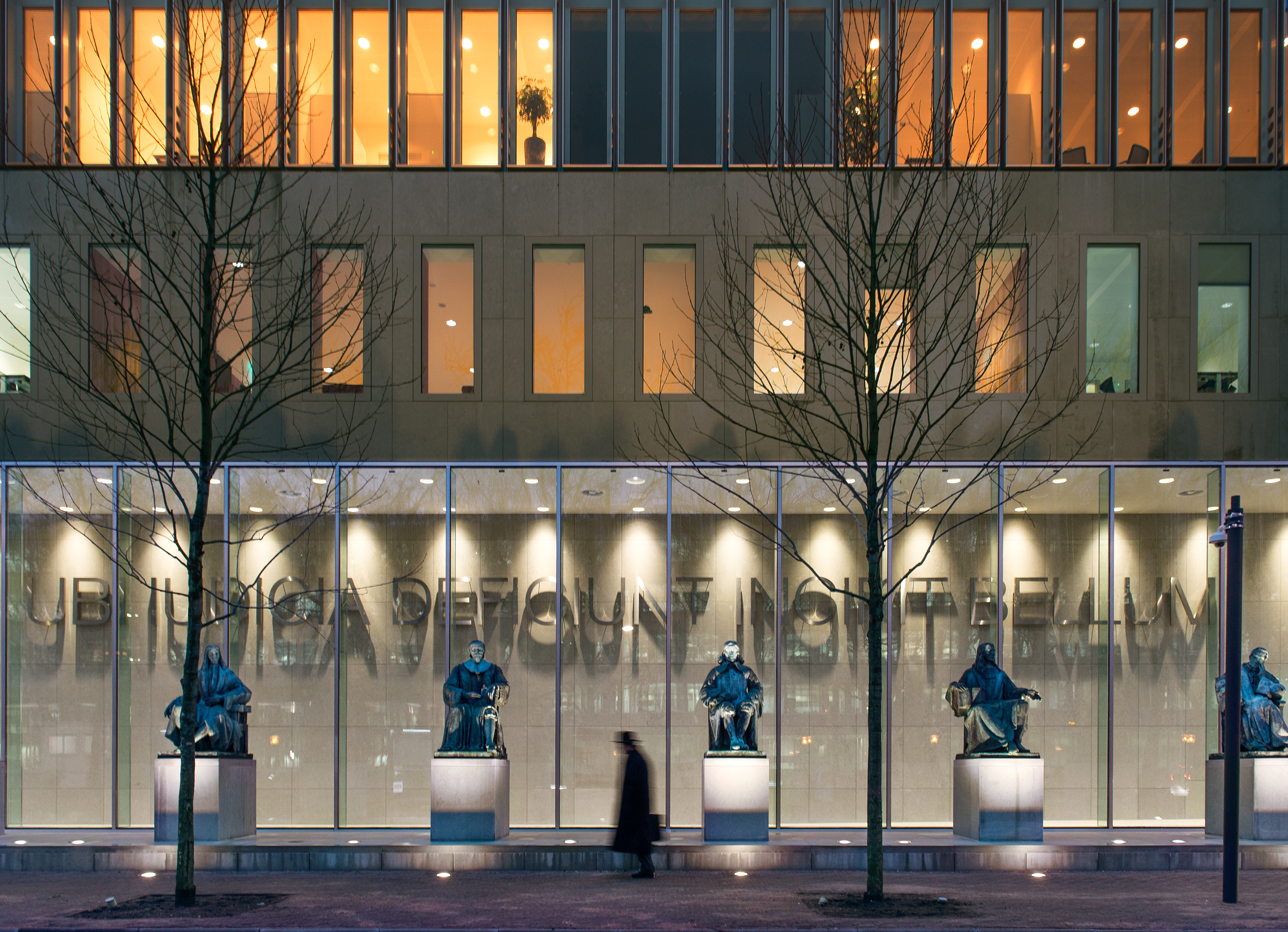
Gebouw van de Hoge Raad in Den Haag

Het hooggerechtshof of opperste gerecht is in diverse landen het rechtsprekend orgaan dat bovenaan staat in de rechtsprekende hiërarchie. Vaak kunnen rechtszaken waarbij cassatie wordt ingesteld in laatste instantie hier terechtkomen. Beslissingen van een dergelijk gerecht zijn binnen het rechtssysteem van de staat of het land niet aan te vechten.
Landen kunnen één hooggerechtshof hebben, zoals in onder meer Denemarken en Ierland het geval is, maar vaker heeft een land meerdere hooggerechtshoven, zoals België en Nederland.
Voor het toetsen van de geldigheid van wetten aan hun grondwet, hebben een aantal landen een apart constitutioneel hof. België richtte bij de tweede staatshervorming in 1980 het Arbitragehof op, dat in 2007 zijn naam veranderde in Grondwettelijk Hof. Ook bijvoorbeeld Duitsland (Bundesverfassungsgericht), Frankrijk (Conseil constitutionnel), Italië (Corte costituzionale), Luxemburg (Cour constitutionnelle), Oostenrijk (Verfassungsgerichtshof) en Spanje (Tribunal Constitucional) hebben grondwettelijke hoven.
Andere landen, met name in het Anglo-Amerikaanse rechtssysteem ligt deze toetsingsbevoegdheid vaak wel bij het hooggerechtshof. Zo eigende het Amerikaanse Hooggerechtshof zich in de zaak Marbury v. Madison uit 1803 de bevoegdheid toe om wetgeving te toetsen aan de Grondwet van de Verenigde Staten.
Sommige landen, waaronder Nederland, kennen in het geheel geen grondwettelijk toetsingsrecht, hoewel de werking van een wet in die landen vaak wel aan internationale verdragen getoetst mag worden.
Voor lidstaten van de Europese Unie geldt dat waar een regel van Europees recht deel van een geschil uitmaakt beslissingen van de nationale rechter, en dus ook van het hooggerechtshof, in overeenstemming moeten zijn met de rechtspraak van het Hof van Justitie van de Europese Unie. Bovendien heeft ook de rechtspraak van het Europees Hof voor de Rechten van de Mens invloed op de rechtspraak van de Europese hooggerechtshoven.

## België
België kent als het ware drie hooggerechtshoven, die alle drie gevestigd zijn in Brussel.
Het Hof van Cassatie, opgericht in 1831, is de hoogste rechter in burgerlijke zaken, economische zaken, fiscale zaken, sociale zaken, strafzaken en tuchtzaken.
De afdeling bestuursrechtspraak van de Raad van State, opgericht in 1946, is de hoogste rechter in het bestuursrecht. In bevoegdheidsconflicten tussen het Hof van Cassatie en de Raad van State is het Hof van Cassatie bevoegd om zulke zogenaamde attributieconflicten te beslechten (art. 158 van de Belgische Grondwet).
Daarnaast kent het land sinds de tweede staatshervorming in 1980 het Grondwettelijk Hof als constitutionele rechter. Tot 2007 heette dit Hof het Arbitragehof. Dit rechtscollege ziet toe op de naleving van de bevoegdheidsverdeling tussen de federale Staat, de gemeenschappen en de gewesten enerzijds en de naleving van de grondrechten in de Belgische Grondwet en internationale verdragen anderzijds.

## Nederland
In Nederland is de Hoge Raad de hoogste rechter in burgerlijke zaken, strafzaken en fiscale zaken. Het bestuursrecht kent drie hooggerechtshoven: de Afdeling bestuursrechtspraak van de Raad van State, de Centrale Raad van Beroep en het College van Beroep voor het bedrijfsleven.

## Spanje
De grondwet van Spanje voorziet in een hooggerechtshof voor cassatierechtspraak, maar dat ook functioneert als laatste instantie in beroepszaken en als eerste en enige instantie voor zaken met een grote maatschappelijke weerklank, of zaken waarbij belangrijke gezagsdragers bij betrokken zijn, zoals de koning, leden van de nationale of regionale regeringen of leden van de Cortes Generales, het parlement. Dit hof houdt zich niet bezig met constitutioneel recht, daarvoor heeft Spanje een apart constitutioneel hof.

## Suriname
Suriname heeft het Hof van Justitie. In de Grondwet is voorzien in de instelling van een apart Constitutioneel Hof. Deze kwam er in 2020.

## Verenigd Koninkrijk
Het Verenigd Koninkrijk kent pas sinds 2009 een Hooggerechtshof. Tot dat jaar werd de cassatierechtspraak uitgeoefend door de Law Lords, een commissie uit het Britse Hogerhuis (House of Lords).

## Verenigde Staten
Iedere staat van de Verenigde Staten heeft eigen Hooggerechtshof. Voorbeelden hiervan zijn het Hooggerechtshof van Californië, het Hooggerechtshof van Minnesota en het Hooggerechtshof van Pennsylvania.
Bovendien bestaat er een federaal Hooggerechtshof, het US Supreme Court. De rechters in dit federaal Hooggerechtshof worden door de president genomineerd en vervolgens bevestigd door de Senaat. In totaal zetelen er negen rechters in dit Hof. Het gaat om één Chief Justice (de opperrechter) en acht Associate Justices, de gewone rechters. Zij worden benoemd voor het leven. In de jaren 1930 kreeg de Democratische president Franklin D. Roosevelt te maken met een Hooggerechtshof dat systematisch zijn New Deal-beleid blokkeerde. Hierdoor probeerde hij de "nine old men" te binden aan een pensioenleeftijd enerzijds, en wilde hij tot 15 rechters benoemen, zodat er een meerderheid in het Hooggerechtshof zijn beleid wel zou steunen. Dit werd opgevat als een aanslag op de onafhankelijkheid van de rechterlijke macht. In 1937 volgde uiteindelijk de ommekeer in de rechtspraak van Owen Roberts die de integriteit van het Hooggerechtshof veiligstelde. Dit noemt men the switch in time that saved nine.